# Ahanta (Volk)

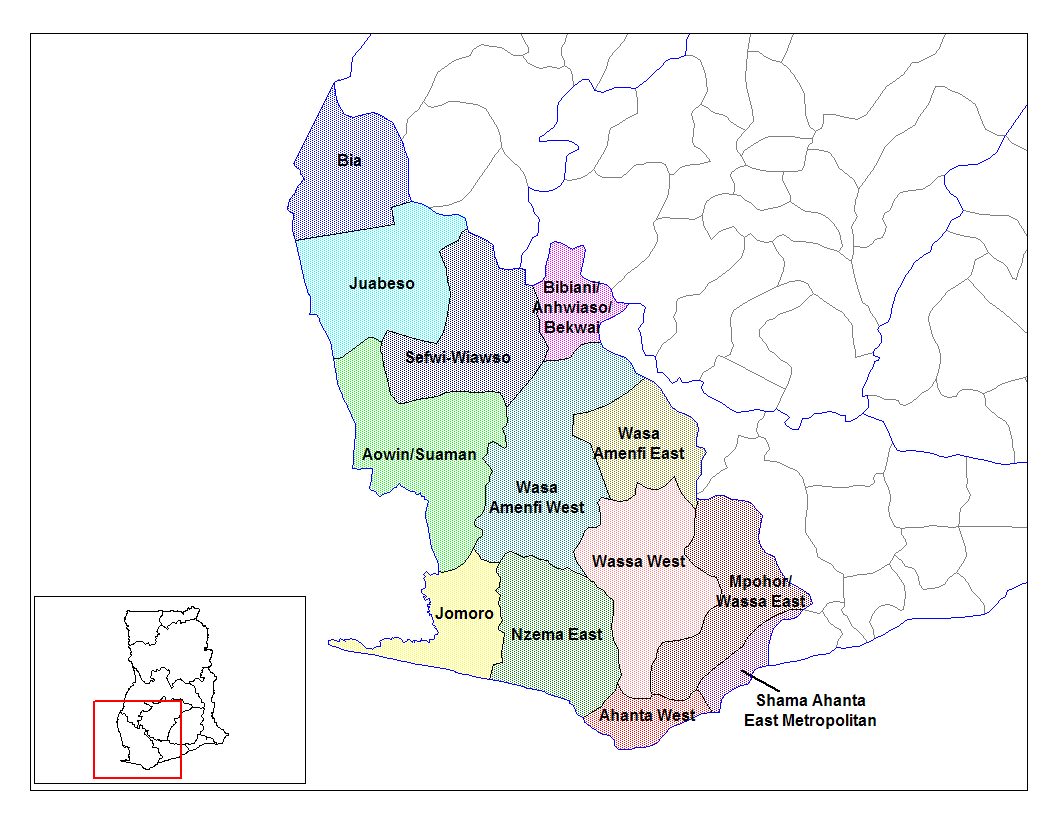
Distrikte der Western Region Ghanas, Shama West und Shama Ahanta sind überwiegend von Ahanta besiedelt

Die Ahanta sind eine Ethnie aus der Gruppe der westafrikanischen Akan-Völker.
Die heute ungefähr 130.000 Ahanta bevölkern einen ca. zehn Kilometer breiten Küstenstreifen in der Western Region im südwestlichen Ghana zwischen den Städten Axim und Sekondi-Takoradi (siehe Karte).
Ahanta ist eine der „sterbenden Sprachen“ Ghanas. In den Grundschulen des Gebietes wird Fante als Schriftsprache gelehrt. Es besteht ein erheblicher Akkulturationsdruck von Seiten der westlich benachbarten Nzema und insbesondere der östlich benachbarten Fanti. Ein Großteil der Sprecher ist zweisprachig, spricht also ebenso gut eine dieser beiden benachbarten Sprachen.

## Persönlichkeiten
- Badu Bonsu II. († 1838), König der Ahanta in der ersten Hälfte des 19. Jahrhunderts
- Jan Conny, westafrikanischer Händler und Sklavenhändler